# 西平重喜
西平重喜（にしひら しげき、1924年1月4日- ）は、日本の統計学者、統計数理研究所名誉所員。

## 来歴
東京生まれ。1947年北海道帝国大学理学部数学科卒業。文部省統計数理研究所（付属統計技術員養成所長）から上智大学経済学部教授、1995年定年退職。この間1974年から78年まで日本統計学会理事長。ほか世界世論調査学会理事を勤めた。娘は芥川賞作家の絲山秋子。
統計学の視点から選挙研究も行なっており、比例代表制の導入を訴えた。1993年の政治改革・選挙制度改革議論においては、民社党の推薦を受けて国会で発言した。

## 著書
- 『統計調査法』培風館 新数学シリーズ 1957
- 『第6回参議院通常選挙の統計的分析 1962年7月1日』民主主義研究会 1962
- 『日本人の意見』誠信書房 1963
- 『選挙の国際比較 西ヨーロッパと日本』日本評論社 1969
- 『一票差 統計学の周辺』弘文堂書房 アテネ新書 1971
- 『日本の選挙』至誠堂 1972
- 『世論反映の方法』誠信書房 1978
- 『比例代表制 国際比較にもとづく提案』中公新書 1981
- 『世論調査による同時代史』ブレーン出版 1987
- 『統計でみた選挙のしくみ 日本の選挙・世界の選挙』講談社ブルーバックス 1990
- 『各国の選挙 変遷と実状』木鐸社 2003
- 『世論をさがし求めて 陶片追放から選挙予測まで』ミネルヴァ書房 2009

### 共編著
- 『世論調査』吉田洋一共著 岩波新書 1956
- 『図説・日本人の国民性』林知己夫,鈴木達三共著 至誠堂 1965
- 『発展途上国の環境意識 中国,タイの事例』岡本英雄、小嶋麗逸、藤崎成昭共編 アジア経済研究所 開発と環境シリーズ 1997
- 『輿論研究と世論調査』岡田直之,佐藤卓己,宮武実知子共著 新曜社 2007

### 翻訳
- M.K.ジョンソン, R.M.リーバート『統計の基礎 考え方と使い方』村上征勝共訳 サイエンス社 サイエンスライブラリ統計学 1978

## 参考
- [ISBN 978-4-623-05593-7]